# 웹 내비게이션
웹 내비게이션(web navigation)은 하이퍼텍스트나 하이퍼미디어로 구성된 월드 와이드 웹의 정보자원 네트워크를 탐색하는 과정이다. 이를 위해 사용되는 사용자 인터페이스를 웹 브라우저라고 한다.
웹 디자인의 중심 주제는 사용성을 극대화하는 웹 탐색 인터페이스의 개발이다.
웹 사이트 전체 탐색 체계에는 전역, 로컬, 보충 및 상황별 탐색과 같은 여러 탐색 부분이 포함된다. 이 모든 것은 웹 탐색이라는 광범위한 주제의 중요한 측면이다. 계층적 내비게이션 시스템은 기본 내비게이션 시스템이기 때문에 중요하다. 이를 통해 사용자는 레벨만 사용하여 사이트 내에서 탐색할 수 있다. 이는 종종 제한적인 것으로 간주되며 웹사이트를 더 잘 구성하려면 추가 탐색 시스템이 필요하다. 웹 탐색의 또 다른 부분인 웹 사이트의 전역 탐색은 사이트에 액세스하는 사용자가 쉽게 조작할 수 있도록 개요와 템플릿 역할을 하는 반면, 로컬 탐색은 종종 웹 탐색의 특정 섹션 내에서 사용자를 돕기 위해 사용된다. 이러한 모든 탐색 부분은 다양한 유형의 웹 탐색 범주에 속하므로 웹 페이지 방문 시 추가 개발과 보다 효율적인 경험이 가능하다.

## 같이 보기
- 인간-컴퓨터 상호 작용
- 정보통신기술
- 웹 트래픽